# 多爾維坎德雷尼洛爾鄉
47°21′N 25°15′E / 47.350°N 25.250°E
多爾維坎德雷尼洛爾鄉（羅馬尼亞語：Comuna Dorna Candrenilor, Suceava），是羅馬尼亞的鄉份，位於該國東北部，由蘇恰瓦縣負責管轄，面積221平方公里，海拔高度825米，2007年人口2,996，人口密度每平方公里14人。